# Pretty Little Liars: The Perfectionists
Pretty Little Liars: The Perfectionists (no Brasil, Maldosas: As Perfeccionistas) é uma série de televisão estadunidense de mistério e drama criada por I. Marlene King para a Freeform. A série é uma sequência de Pretty Little Liars e foi vagamente baseada no romance de 2014 The Perfectionists de Sara Shepard. Em 14 de maio de 2018, a Freeform encomendou a produção de 10 episódios para a primeira temporada da série, que estreou em 20 de março de 2019 e foi concluída em 22 de maio de 2019.
É a segunda série spin-off de Pretty Little Liars e a terceira série da franquia. A série apresenta um trio principal, liderado por Sofia Carson como Ava Jalali, Sydney Park como Caitlin Park-Lewiss e Eli Brown como Dylan Walker. Sasha Pieterse e Janel Parrish também estrelam como regulares na série, reprisando seus papéis da série original, como Alison DiLaurentis e Mona Vanderwaal.
Em 27 de setembro de 2019, a série foi cancelada após uma temporada.

## Enredo
Pretty Little Liars: The Perfectionists é situada na cidade de Beacon Heights, Washington, onde tudo parece perfeito; a série gira em torno da vida de três jovens que planejam uma morte hipotética contra Nolan Hotchkiss, um garoto popular e endinheirado que utilizou-se de sua notoriedade para danificar as vidas de diferentes jovens de diferentes e cruéis maneiras. Hotchkiss é encontrado morto na mesma noite, e eles percebem que ocorreu da mesma maneira que planejaram. Assim, os três devem descobrir quem matou Nolan e por quê essa pessoa quer incriminá-las.

## Elenco e personagens

### Principal
- Sasha Pieterse como Alison DiLaurentis, uma professora assistente na Beacon Heights University | Universidade Beacon Heights (BHU | UBH) que se separou recentemente de sua esposa (Emily Fields).[11]
- Janel Parrish como Mona Vanderwaal, a chefe de recrutamento e admissões da UBH que selecionou Alison.[11]
- Sofia Carson como Ava Jalali, uma blogueira e ditadora da moda com uma grande personalidade. Ava deseja ter sua própria linha de roupas algum dia. Ela também tem uma mente tecnológica brilhante que usa para blogar e codificar/hackear. Não se sabe porque os pais dela recentemente fugiram do país — sendo seu grande segredo.[13]
- Sydney Park como Caitlin Park-Lewis, a inteligente, motivada e atraente filha de duas mães super protetoras, sendo que uma é senadora dos Estados Unidos, Caitlin é uma especialista em esconder segredos. Ela almeja seguir os passos da mãe na política.[14]
- Eli Brown como Dylan Walker, um violoncelista com uma grande paixão por música e por seu namorado, Andrew. Sentindo-se julgado pelos vizinhos da cidade onde mora, Dylan esforça-se para ser o melhor em tudo o que faz. Dylan é uma versão masculina de Mackenzie Wright, uma das cinco protagonistas dos dois livros.[14]
- Hayley Erin como Taylor Hotchkiss, a irmã de Nolan, uma ex-professora da universidade que forjou seu suicídio a fim de derrubar o sistema de segurança da mãe.[15]
- Graeme Thomas King como Jeremy Beckett, um britânico charmoso e espirituoso e o namorado secreto de Caitlin. Ele é um cientista inteligente na Hotchkiss Industries | Indústrias Hotchkiss. Ele guarda um segredo chocante sobre si.[16][17]
- Kelly Rutherford como Claire Hotchkiss, a mãe de Nolan e a matriarca da família Hotchkiss. Ela é a responsável, junto de seu marido, por fundar as Indústrias Hotchkiss e a respeitada Universidade Beacon Heights. Claire acredita que a perfeição é atingível e é a pessoa que puxa as cordas nos bastidores para conseguir o que ela quer.[18]

### Recorrente
- Evan Bittencourt como Andrew Villareal, o namorado de Dylan que está profundamente comprometido com seus estudos de arquitetura, gastando o pouco tempo livre que ele tem cozinhando e estando com Dylan.[19][20]
- Noah Gray-Cabey como Mason Gregory, amigo de infância de Nolan e ex-namorado de Caitlin. Ele é considerado um estudante inteligente e atlético da Universidade Beacon Heights, sendo um líder natural, que consegue usar o charme para sair da maior parte das situações.[21]
- Klea Scott como Dana Booker, uma ex-agente do FBI e a nova chefe de segurança da UBH. Ela é determinada e perceptiva quase ao ponto da onisciência. Após o assassinato de Nolan, ela mantém Alison, Mona e o resto do grupo em alerta.[22]
- Garrett Wareing como Zach Fortson, o amigo legal de Ava que mais tarde se torna seu novo namorado. Ele é um aluno da UBH que trabalha em três empregos para continuar na universidade, e ainda consegue manter as melhores notas.[23]

### Convidado
- Chris Mason como Nolan Hotchkiss, um líder nato, Nolan é o herdeiro do império de sua família. Embora ele aparente ser um menino de ouro, Nolan é na verdade um manipulador que usa seus amigos e familiares para manter sua imagem. Não é um grande fã de figuras de autoridade ou a palavra "não", Nolan não está acostumado a perder.
- Duffy Epstein como Ray Hogadorn, funcionário da UBH.
- Phillip Rhys como Michael Jalali, o pai fugitivo de Ava.
- Cycerli Ash como a Senadora Park-Lewis, uma das duas mães de Caitlin.

## Episódios
| N.º | Título (Título no Brasil)                                   | Dirigido por              | Escrito por                                                  | Exibição original   | Audiência (milhões) |
| --- | ----------------------------------------------------------- | ------------------------- | ------------------------------------------------------------ | ------------------- | ------------------- |
| 1 | "Pilot" "Piloto"                                            | Elizabeth Allen Rosenbaum | História por : I. Marlene King Roteiro por : I. Marlene King | 20 de março de 2019 | 0.46                |
| Alison DiLaurentis se muda para Beacon Heights para começar um trabalho como professora assistente na Beacon Heights University (BHU) / Universidade Beacon Heights (UBH). Ela é recebida por sua antiga amiga, Mona Vanderwaal. Mona lhe apresenta o lugar e fala sobre uma antiga professora, Taylor Hotchkiss que cometeu suicídio um ano atrás. Depois da aula, Nolan Hotchkiss pede a Dylan Walker para que continuem seu acordo do ano anterior de que ele faça os trabalhos escolares de Nolan e Ava Jalali. Alison suspeita de um plágio entre os trabalhos de Nolan, Dylan e Ava. Alison questiona Dylan sobre os trabalhos e o dá vinte e quatro horas para contar a verdade. Nolan visita sozinho uma cabana e encontra sua irmã Taylor, que forjou a sua própria morte. Os dois trabalham juntos para parar o Beacon Guard (Guarda Beacon), o sistema de segurança da mãe de ambos, Claire Hotchkiss, que anda espionando os alunos. Caitlin, Ava e Dylan se encontram na floresta à noite, comentam o quanto estão cansados das chantagens de Nolan e fazem piadas sobre assassiná-lo. Alison descobre um papel de parede solto em sua casa e o arranca, revelando que atrás do mesmo está escrito "Eles Estão Vendo". Nolan se encontra com uma figura misteriosa no telhado da escola e pede que esta pessoa se una à causa de Taylor. Alison escuta sirenes e ao chegar na universidade, todos encontram Nolan empalado nas grades do portão. Dylan percebe que ele foi assassinado do mesmo modo que Caitlin planejou. |                                                             |                           |                                                              |                     |                     |
| 2 | "Sex, Lies and Alibis" "Sexo, Mentiras e Álibis"            | Elizabeth Allen Rosenbaum | I. Marlene King                                              | 27 de março de 2019 | 0.24                |
| Caitlin e Dylan começam a se preocupar devido a Nolan ser assassinado da mesma forma que eles fantasiaram. Além disso, nenhum deles ouviu falar de Ava que parece estar faltando às aulas. Mona se sente responsável pela morte de Nolan e começa a investigar por conta própria. Caitlin e Dylan encontram Ava em seu quarto e os dois a convencem de que todos precisam ficar juntos afim de mostrar naturalidade. Depois do funeral, Caitlin, Dylan e Ava conhecem Dana Booker, uma ex-agente do FBI que agora é a chefe de segurança da UBH, que garante a eles que ela vai encontrar a pessoa responsável pelo assassinato de Nolan. Na estufa do campus, Dylan encontra uma nota onde estava um estoque secreto de Nolan, levando-o a acreditar que alguém esvaziou o esconderijo. Mona faz uma ligação para Hanna Marin, que conta que Spencer Hastings e Toby Cavanaugh fugiram desde que Mona saiu de Rosewood para se casarem. Dana interrompe a aula de Alison e pede para ver Caitlin, Dylan e Ava. Dana pergunta para os três onde eles estavam na noite do assassinato de Nolan, mas antes que eles possam responder, Alison interrompe a entrevista e lhes dá um álibi. |                                                             |                           |                                                              |                     |                     |
| 3 | "...If One of Them is Dead" "... Se Um Deles Estiver Morto" | Geary McLeod              | Charlie Craig                                                | 3 de abril de 2019  | 0.29                |
| Alison, junto com Caitlin, Dylan e Ava, começam a bolar os detalhes de seu álibi. Enquanto tenta descobrir informações sobre o assassinato de Nolan, Mona é bloqueada do sistema do Guarda Beacon. Durante a aula, Mason ocupa o antigo lugar de Nolan, o que leva a uma briga entre Mason e Ava. Ava fica sem aula e Caitlin tenta alcançá-la para a confortar, porém é interrompida e questionada por Dana. Mona descobre que a atividade suspeita em sua conta veio de uma única fonte e ela supõe que alguém está tentando enquadrá-la para a incriminar. Ava confessa a Caitlin e Dylan que na noite em que Nolan morreu, ela o seguiu para uma misteriosa cabana na floresta. Os três visitam a cabana e começam a revistá-la. Eles são interrompidos por Alison e Ava diz a ela que na noite em que Nolan morreu, ela o seguiu até lá e que ele encontrou uma mulher loira que parecia com Alison. Alison visita Mona e diz a ela sua teoria de que Taylor pode estar vivo. |                                                             |                           |                                                              |                     |                     |
| 4 | "The Ghost Sonata" "A Sonata Fantasma"                      | Roger Kumble              | Joseph Dougherty                                             | 10 de abril de 2019 | 0.31                |
| Alison está convencida de que Taylor Hotchkiss está viva e ela compartilha com Mona em sua descoberta, mas Mona, no entanto, acha que não é verdade. Mason se aproxima de Ava, Dylan e Caitlin no Student Union Hall. Ele faz parecer que ele conhece seus segredos e pede a Dylan para fazer seus trabalhos para ele. Depois de invadir o Guarda Beacon, Mona descobre que Alison e Caitlin têm muito em comum - assim como com um estranho, Ray Hogadorn. Alison aparece e salva Ava de outra conversa desconfortável com Dana. Caitlin mente para Claire sobre seu paradeiro na noite da morte de Nolan, assim Claire chama Dana e diz a ela para "aumentar o calor". Alison encoraja Ava, Dylan e Caitlin a compartilharem seus segredos entre si porque isso os manterá próximos. Dylan conta a Andrew sobre seu encontro secreto com Nolan aonde ambos dormiram juntos. Depois de uma estranha conversa com Mason, Caitlin visita Ava e confessa que vazou a história sobre o passado de Ava, que a expulsa dali. Alison assina os papéis do divórcio e finalmente tira o anel de casamento. Ela começa a seguir o mapa em um dos livros de Taylor que a leva a um trailer isolado na floresta. Alison vê Taylor e agora tem a confirmação de que ela está viva, mas Taylor prende Alison no trailer e parte com ele. |                                                             |                           |                                                              |                     |                     |
| 5 | "The Patchwork Girl" "A Garota de Retalhos"                 | Roger Kumble              | Joseph Dougherty                                             | 17 de abril de 2019 | 0.22                |
| Ava tenta convencer Dylan e Caitlin a ajudarem em um plano que é atordoarem Mason para assim fazê-lo confessar que assassinou Nolan. Segundo Taylor, a mensagem na parede da casa de Alison foi escrita pelo zelador, Ray, que tem informações sobre Taylor. Ray Hogadorn é um "Guarda Beacon humano" pois ninguém nunca percebe a presença dele. Taylor diz para Alison que sabe bem quem ela é, sabe a sua história e manda Ali ir embora, Taylor também diz que o motivo de ter forjado sua morte, foi porque alguém tentou matá-la e que a mesma pessoa pode ter assassinado seu irmão. Além de contar que Claire levou Ali para Beacon Heights, para tentar achar Taylor, já que acredita que as duas pensassem igual. Ava recebe uma ligação que aparentemente é de seu pai. Ray perguntou a Mona o que ela estava fazendo aos quinze anos, e ela cita seu passado como a stalker "–A" e seus roubos ao lado de Hanna Marin. Caitlin contou a Dylan sobre ela ser a "X9", a pessoa que delatou os pais de Ava. Enquanto isso, Ava surta ao ver uma foto de Dylan e Nolan num momento íntimo aparecer entre suas fotos para um desfile. Dana Booker coloca Mona contra a parede, fazendo perguntas sobre Mary e Alex Drake, mas Mona desconversa a provocando sobre Dana ter sido demitida do FBI. Alison leva Taylor para sua casa (que era a antiga casa de Taylor). Caitlin consegue deixar Mason desacordado, mas o mesmo acorda enquanto ela fugia. Ava recebeu um bilhete misterioso, pensando que encontraria seu pai e quando chega ao local marcado encontra a detetive Dana no lugar. Mona fala para Alison tirar Taylor de Beacon Heights, porque não é seguro para ela, assim quando Ali retorna à sua casa, Taylor já foi embora. Caitlin e Dylan se encontram enquanto Ava chega de carro após seu encontro suspeito com Dana, porém um misterioso carro atropela Caitlin e foge.                                                        |                                                             |                           |                                                              |                     |                     |
| 6 | "Lost and Found" "Perdida e Encontrada"                     | Shiri Appleby             | Kyle Bown                                                    | 24 de abril de 2019 | 0.24                |
| Dylan e Ava ficam no hospital esperando notícias de Caitlin, Alison e Mona chegam em seguida. Alison diz que eles podem confiar em Mona e eles contam sua teoria, de que Mason matou Nolan e tentou fazer o mesmo com Caitlin. Dana, juntamente com policiais, chega ao hospital e conta ao grupo que ela é responsável por todos os casos relacionados a UBH, e agora está responsável pela investigação do atropelamento. Enquanto Mona vai procurar Taylor em seu trailer, Ava e Dylan recebem a notícia de que Caitlin está estável e bem. Nos bastidores do desfile de Ava, Alison apresenta Zach para ela, que é rude com a garota. Caitlin fica desconfortável com a visita da mãe que questionou o porquê de ela não responder suas mensagens e retornar as ligações, elas discutem e Caitlin menciona o caso secreto de sua mãe. Alison reencontra Taylor no cemitério. No trailer, Mona encontra um equipamento de espionagem que Taylor está investigando. Dylan e Ava saem do local do desfile um pouco antes dele começar e voltam ao local do atropelamento para procurar o celular de Mason. Alison finalmente reune Claire e Taylor. Dylan e Ava abrem um bueiro pra procurarem o celular com a lanterna, porém, num momento de distração, Ava é puxada para baixo, mas reaparece completamente bem depois de alguns segundos. Mason invade o quarto de Caitlin no hospital e diz que vai terminar o que começou. Dylan e Ava saem do bueiro e dão de cara com Dana segurando o celular de Mason e eles contam que Caitlin pegou o celular pra provar que Mason matou Nolan. Mason e Caitlin conversam, e se esclarecem. Ava não se limpa antes de ir ao desfile e aparece no mesmo suja, e é aplaudida após um discurso de que ninguém é perfeito. Ava descobre que Zach não gosta dela porque o pai dela roubou todo o dinheiro da família dele. Mona vê um alerta com o nome de Nolan no aparelho do Guarda Beacon no trailer de Taylor. |                                                             |                           |                                                              |                     |                     |
| 7 | "Dead Week" "Semana Morta"                                  | Arlene Sanford            | Paula Yoo                                                    | 1 de maio de 2019   | 0.17                |
| Mona chega em seu apartamento e acha uma caixa com cupcakes escrito em glacê "podemos ser amigos". Ava e Dylan vão visitar Caitlin que voltou do hospital. Taylor e Alison conversam e Taylor agradece a Alison por ter ajudado ela a voltar e Alison se preocupa com a segurança de Taylor. Alison conta para Dylan, Caitlin e Ava que Taylor está viva e Nolan estava os protegendo. Dylan fala para Ali que eles acham que foi Dana quem atropelou Caitlin. Mona conta que alguém deixou os cupcakes na casa dela e sobre o alerta do Guarda Beacon se referindo ao Nolan, e ela e Ali associam isso ao jogo de "A". Ali fala que –A jogava com elas e Ava diz que se parece com o que Dana está fazendo. Zach destrata Ava novamente. Mona volta ao trailer de Taylor escondida. Todos os noticiários falam sobre Taylor. Mona e Mason se aproximam. Dylan e Andrew fazem as pazes. Ava vai conversar com Zach e pede desculpas pelo mal que seu pai o fez. Caitlin e Jeremy se encontram num café e simulam um primeiro encontro para os outros pensarem que se conheceram somente ali. Mona descobre que sua paquera do jogo de xadrex é Mason. Zach e Ava fazem as pazes. Mona descobre que quem mandou os cupcakes foi Dana, ela conta para Ali e diz que elas vão acabar com o jogo da policial. |                                                             |                           |                                                              |                     |                     |
| 8 | "Hook, Line and Booker" "Pescando Dana Booker"              | Arlene Sanford            | Nelson Soler                                                 | 8 de maio de 2019   | 0.20                |
| Dana Booker chega à conclusão de que Dylan definitivamente não é a pessoa que matou Nolan, por nunca ter tido coragem de enfrentar um colega de classe do passado, que passa a trabalhar num trailer de comida na UBH. Booker usa este suborno de inocência para tentar chantagear Dylan para delatar as meninas, incluindo Alison e Mona, mas ele apenas fingiu aceitar o acordo. Em vez disso, eles conseguiram uma gravação de Booker admitindo a falsificação de provas para dar a Dylan um álibi em troca de suas informações sobre as meninas. Mona passa a suspeitar do comportamento irritadiço de Taylor. Jeremy tem um comportamento suspeito, tendo telefonemas em particular e agindo estranho sobre seu computador. Quando Caitlin o segue para descobrir o que ele estava fazendo, ela o vê fazendo furos em seu notebook antes de jogá-lo no rio. Mona e Mason ficam mais próximos, enquanto Alison faz amizade com um professor de espanhol, Gabriel. Caitlin espiona o carro de Jeremy, mas é encurrada por ele. |                                                             |                           |                                                              |                     |                     |
| 9 | "Lie Together, Die Together" "Mintam Juntos, Morram Juntos" | Norman Buckley            | Charlie Craig & Kateland Brown                               | 15 de maio de 2019  | 0.21                |
| Jeremy e Caitlin tem uma conversa aonde ele diz que Nolan mereceu o que teve, e pede que ela fuja com ele. Ava, Taylor, Ali e Dylan mostram uma gravação de Dana Booker para Claire, mas não tem resultado. Na UBH, Dana agradece Dylan e Ava por mostrarem a gravação, e diz que Claire lhe deu um aumento e fala da mala de dinheiro de Ava. Caitlin conta para Mona, Dylan, Ava, Ali e Taylor que acha que Jeremy assassinou Nolan e interpreta sua raiva como uma confissão. Taylor tem um momento de ansiedade em seu trailer decidindo colocarem Jeremy contra a parede durante o baile de gala. Dana encontra a mala de dinheiro de Ava. Durante o baile, Caitlin deixa uma mensagem para Jeremy se encontrar com ela no píer. Uma sala com um computador carrega os nomes de Alison, Mona, Taylor, Caitlin, Dylan e Ava. Claire descobre sobre Mona e Mason, e a demite, fazendo Mona romper com ele. Taylor revela que criou o Guarda Beacon, e que ficou meio obcecada pelo programa depois que seu pai morreu. Jeremy responde Caitlin, e Alison, Mona, Dylan e Ava a acompanham até o local, Taylor fica para trás pois sua mãe colocou seguranças para acompanhá-la em todo lugar. Caitlin encontra Jeremy no píer, que pede mais uma vez que eles fujam, porém ele é encurralado pelo grupo. Taylor aparece em seguida e num momento de pânico, atira em Jeremy, porém Caitlin percebe que ele ainda está vivo. |                                                             |                           |                                                              |                     |                     |
| 10 | "Enter the Professor" "O Professor Entra em Cena"           | Norman Buckley            | I. Marlene King & Kyle Bown                                  | 22 de maio de 2019  | 0.27                |
| Enquanto Jeremy é socorrido, Mona, Alison, Caitlin, Dylan e Ava mentem a Dana, dizendo que Jeremy assassinou Nolan e que Taylor atirou nele pois ele atacou ela, tudo em legítima defesa. Depois da história sobre Jeremy ser suspeito de ter matado Nolan se espalhar pelos jornais, Ava, Caitlin e Dylan viram o centro das atenções na UBH. Ava chega em casa e encontra seu pai, dizendo estar arrependido e querer se entregar, logo depois a garota recebe uma visita de Dana que pede que ela entregue a localização de seu pai se quiser seu dinheiro de volta. Mason tenta fazer as pazes com Mona, e conta que ele dormiu com Claire depois do velório de Nolan. Caitlin conta para Ava sobre uma sociedade secreta que existe na UHB e que talvez eles possam ajudar Ava a pagar seus estudos já que Dana pegou a mala de dinheiro dela. Mona consegue seu emprego de volta após chantagear Claire com a história dela e Mason. Ava descobre que seu pai não voltou com boas intenções e o impede de roubar dinheiro de mais estudantes. Dylan, Ava, Caitlin, Mona e Alison recebem um vídeo de uma pessoa que se identifica como "O Professor", que confessa que foi ele quem matou Nolan e ainda revela um vídeo do píer que prova que o tiro em Jeremy não foi legítima defesa. Os cinco encontram o trailer de Taylor na rua, e ele simplesmente explode. Dylan, Ava, Caitlin, Alison e Mona gravam vídeos para as câmeras espalhadas ao redor da universidade, confessando seus maiores medos, enquanto O Professor assiste tudo de uma cafeteria, aonde é servido por Zach. |                                                             |                           |                                                              |                     |                     |

## Produção

### Desenvolvimento

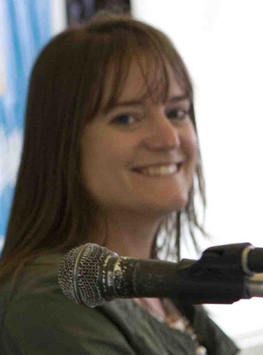
Sara Shepard, autora da trilogia The Perfectionists, na qual a série de televisão é baseada.

A emissora Freeform comissionou o piloto de Pretty Little Liars: The Perfectionists em 25 de setembro de 2017. O projeto é a segunda história derivada de Pretty Little Liars, sendo antecedida por Ravenswood, além de marcar também a terceira adaptação televisiva dos livros de Sara Shepard. A criadora da série, I. Marlene King, também servirá como showrunner e produtora executiva do projeto e roteirista do episódio piloto. Ao lado de King, Charlie Craig, que fora parte da equipe técnica de Pretty Little Liars, também atuará como showrunner e produtor executivo. Além de King e Craig, Leslie Morgenstein e Gina Girolamo também serão produtores executivos. Durante uma entrevista para a plataforma ETOnline, King disse que a série focará em personagens masculinos da mesma forma que femininos, tornando-os principais à trama, diferentemente dos livros. Elizabeth Allen Rosenbaum, diretora norte-americana que já trabalhou em outras séries da Freeform, será responsável pela direção do episódio piloto, como revelado por King através do Instagram. I. Marlene King escreveu e Elizabeth Allen Rosenbaum dirigiu os dois primeiros episódios, que são intitulados "Pilot" e "Sex, Lies and Alibis". Em 5 de fevereiro de 2019, foi anunciado que a série iria estrear em 20 de março de 2019. Em 27 de setembro de 2019, a Freeform cancelou a série após uma temporada.

### Seleção de elenco
Em 25 de setembro de 2017, Sasha Pieterse e Janel Parrish foram selecionadas para reprisar seus papéis como Alison DiLaurentis e Mona Vanderwaal, respectivamente, da série Pretty Little Liars. Em 29 de janeiro de 2018, Sofia Carson foi anunciada como a primeira integrante do elenco regular, interpretando a personagem Ava, uma das protagonistas da série. Em 9 de março de 2018, o Deadline Hollywood relatou que Kelly Rutherford interpretaria Claire Hotchkiss. Também foi anunciado que Sydney Park como Caitlin Park-Lewis, Eli Brown como Dylan Walker, Noah Gray-Cabey como Mason Gregory e Klea Scott como Dana Booker. Em adição, a atriz Hayley Erin, estrela de General Hospital, foi escalada para um "papel misterioso e sem nome", que mais tarde provou ser Taylor Hotchkiss. Em 17 de março de 2018, Graeme Thomas King foi anunciado como mais um novo membro do elenco interpretando Jeremy Beckett.

### Filmagens
Em 23 de janeiro de 2018, a cidade de Portland, Óregon, foi revelada como sendo o local de filmagens da série. King confirmou no Twitter que as filmagens começariam em março de 2018. A mesa de leitura do episódio piloto ocorreu em 27 de fevereiro. As gravações do episódio piloto começaram no dia 12 de março de 2018 e terminaram no dia 27 do mesmo mês. O último dia de gravações da primeira temporada foi no dia 23 de janeiro de 2019.

### Música
Em 19 de maio de 2018, Michael Suby foi anunciado para compor a série, tendo anteriormente tocado em Pretty Little Liars e Ravenswood. Uma nova versão de "Secret" de Pretty Little Liars, da banda The Pierces, foi apresentada por Denmark + Winter, servindo como música tema da série. Foi lançado pela WaterTower Music em 22 de março de 2019.

## Lançamento

### Marketing
Em 14 de maio de 2018, foi lançado o primeiro teaser.

## Recepção
No agregador de revisões Rotten Tomatoes, a série tem um índice de aprovação de 100% com base em 11 resenhas, com uma classificação média de 7,87/10. O consenso do site diz: "Visualmente intrigante e deliciosamente provocador, Pretty Little Liars: The Perfectionists efetivamente homenageia seu antepassado ensaboado".

### Prêmios e indicações
| Ano  | Prêmio             | Categoria                    | Nomeação                                | Resultado | Ref.   |
| ---- | ------------------ | ---------------------------- | --------------------------------------- | --------- | ------ |
| 2019 | Teen Choice Awards | Choice Série de TV Dramática | Pretty Little Liars: The Perfectionists | Indicado  | [ 38 ] |
| 2019 | Teen Choice Awards | Choice Atriz de TV Dramática | Sofia Carson                            | Indicado  | [ 38 ] |